# كريستيان كيلنر
كريستيان كيلنر هو لاعب كرة قدم نمساوي، ولد في 22 نوفمبر 1975 في فيينا في النمسا. لعب مع أوستريا فيينا.

## وصلات خارجية
- كريستيان كيلنر على موقع قاعدة بيانات كرة القدم.إي يو (الإنجليزية)
- كريستيان كيلنر على موقع عالم كرة القدم.نت (الإنجليزية)